# Carel van Falens

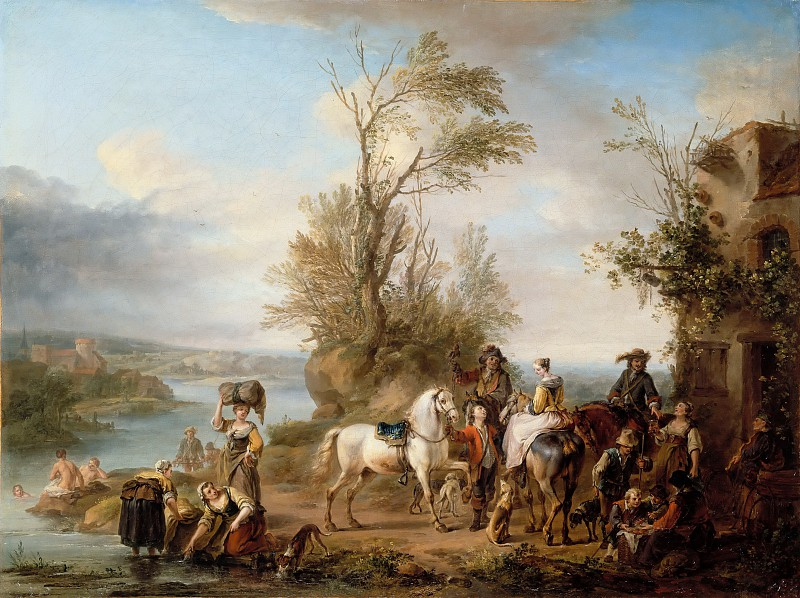
Riunione di cacciatori

Carel van Falens (o Valens; Anversa, 1683 – Parigi, 1733) è stato un pittore fiammingo.

## Vita
Van Falens è nato ad Anversa come figlio di Jan Baptist e Maria Anna de Kegel. Suo padre era capitano della milizia civile locale. Nell'anno della corporazione 1696-1697 fu iscritto alla Corporazione di San Luca di Anversa come allievo di Constantijn Francken. Constantijn Francken fu un pittore di battaglie e ritrattista di successo che era stato pittore di corte del re di Francia.
Van Falens non si unì alla corporazione di Anversa, ma si trasferì nel 1703 a Parigi, dove - a differenza del suo maestro Francken che aveva fatto lo stesso in giovane età - rimase per il resto della sua vita. Più tardi si guadagnò da vivere facendo copie delle opere di Nicolaes van Berchem e Philips Wouwerman.

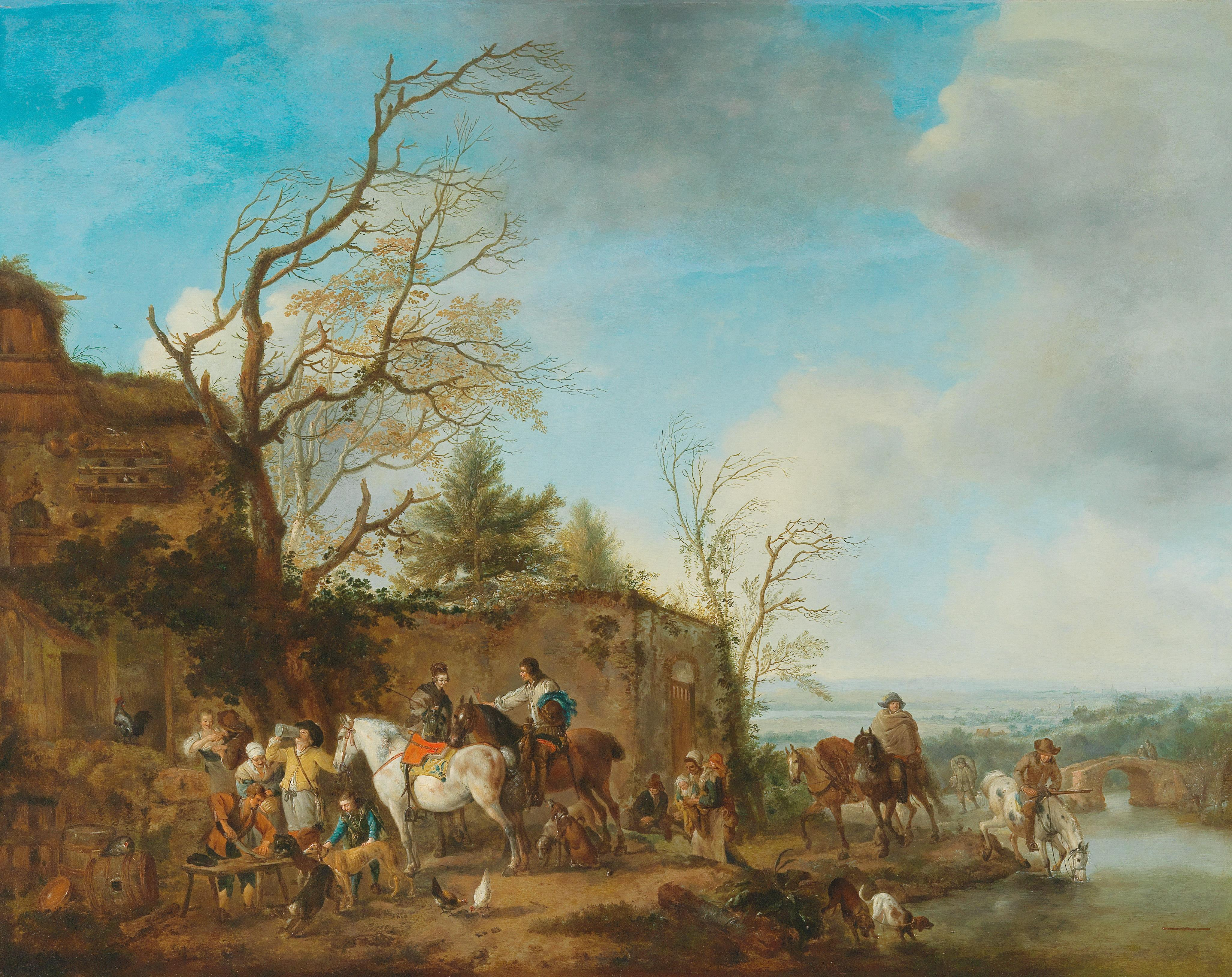
Un gruppo di cavalieri che si rifocilla in un paesaggio fluviale

Il 16 luglio 1716 si sposò nella chiesa di San Tommaso a Parigi con Maria Francisco Slodtz, figlia diciottenne dello scultore di Anversa Sebastiaen Stlodtz, allora residente a Parigi e scultore dei palazzi reali. Alla coppia fu permesso di vivere al Louvre a spese dello Stato. Avevano 10 figli. 
Visse quasi tutta la sua vita in Francia, ove fu nominato membro dell'Académie royale de peinture et de sculpture nel 1726.

## Opere
Si è specializzato in scene di cacciatori e accampamenti di cavalleria.  Molte delle sue composizioni si rifanno per armonia, dettagli pittorici, colori chiari e vibranti, consistenza della materia, al grande maestro olandese Philips Wouwerman.
Sue opere sono esposte nei musei di Parigi (Louvre), Dresda (Museo Civico), Napoli (Filangeri) e Varsavia (Museo Nazionale).